# H (слово латинице)
H (ха) је осмо слово латинице и дванаесто слово српске латинице. 
Слово „H“ има следећа значења:
- Ознака за безвучни веларни фрикативни сугласник у фонетици српског језика, као и у већем броју других језика.
- Скраћеница за елемент водоник у хемији
- Ознака за сат
- Ознака за Планкову константу у физици
- Скраћеница за тон h у (музици)
- Међународна аутомобилска ознака за Мађарску

## Историја
Слово H је почело као египатски хијероглиф fence, да би се кроз векове развило у H из феничанског слова heth што значи „капија“.
| Протосемитско Х | Феничко Хет | Грчко (х)ета | Етрушћанско Х | Етрушћанско Х | Римско Х |
| --------------- | ----------- | ------------ | ------------- | ------------- | -------- |
| Протосемитско Х | Феничко Хет | Грчко (х)ета | Етрушћанско Х | Етрушћанско Х | Римско Х |

| Велико писано Х | Савремено курзив Х   | Савремено велико Х | Сигнално наутичко Х | Брајева абецеда Х   | Абецеда глувонемих Х   |
| --------------- | -------------------- | ------------------ | ------------------- | ------------------- | ---------------------- |
| Велико писано Х | Савремено курзивно Х | Савремено велико Х | Сигнално наутичко Х | Х у Брајевој азбуци | Х у абецеди глувонемих |

| Слова латиничке абецеде | Слова латиничке абецеде | Слова латиничке абецеде | Слова латиничке абецеде | Слова латиничке абецеде | Слова латиничке абецеде | Слова латиничке абецеде | Слова латиничке абецеде | Слова латиничке абецеде | Слова латиничке абецеде | Слова латиничке абецеде | Слова латиничке абецеде | Слова латиничке абецеде | Слова латиничке абецеде | Слова латиничке абецеде | Слова латиничке абецеде |
| ----------------------- | ----------------------- | ----------------------- | ----------------------- | ----------------------- | ----------------------- | ----------------------- | ----------------------- | ----------------------- | ----------------------- | ----------------------- | ----------------------- | ----------------------- | ----------------------- | ----------------------- | ----------------------- |
| A                       | B                       | C                       | D                       | E                       | F                       | G                       | H                       | I                       | J                       | K                       | L                       | M                       | N                       | O                       | P                       |
| Q                       | R                       | S                       | T                       | U                       | V                       | W                       | X                       | Y                       | Z                       |                         |                         |                         |                         |                         |                         |

| Слова српске латиничке абецеде | Слова српске латиничке абецеде | Слова српске латиничке абецеде | Слова српске латиничке абецеде | Слова српске латиничке абецеде | Слова српске латиничке абецеде | Слова српске латиничке абецеде | Слова српске латиничке абецеде | Слова српске латиничке абецеде | Слова српске латиничке абецеде | Слова српске латиничке абецеде | Слова српске латиничке абецеде | Слова српске латиничке абецеде | Слова српске латиничке абецеде | Слова српске латиничке абецеде |
| ------------------------------ | ------------------------------ | ------------------------------ | ------------------------------ | ------------------------------ | ------------------------------ | ------------------------------ | ------------------------------ | ------------------------------ | ------------------------------ | ------------------------------ | ------------------------------ | ------------------------------ | ------------------------------ | ------------------------------ |
| A                              | B                              | C                              | Č                              | Ć                              | D                              | DŽ                             | Đ                              | E                              | F                              | G                              | H                              | I                              | J                              | K                              |
| L                              | LJ                             | M                              | N                              | Nj                             | O                              | P                              | R                              | S                              | Š                              | T                              | U                              | V                              | Z                              | Ž                              |